# Micah Lawrence
Micah Lawrence, née le 20 juillet 1990 à Las Cruces, est une nageuse américaine, spécialiste de brasse.

## Carrière
Aux Jeux olympiques de Londres 2012, elle atteint la finale du 200 mètres brasse qu'elle finit à la sixième position. Lors des Championnats du monde 2013, elle a remporté la médaille de bronze au 200 m brasse.

## Palmarès
- Championnats du monde 2013 à Barcelone (Espagne) :
  -  Médaille de bronze du 200 m brasse
- Championnats du monde 2015 à Kazan (Russie) :
  -  Médaille d'argent du 200 m brasse